# 1792 w polityce

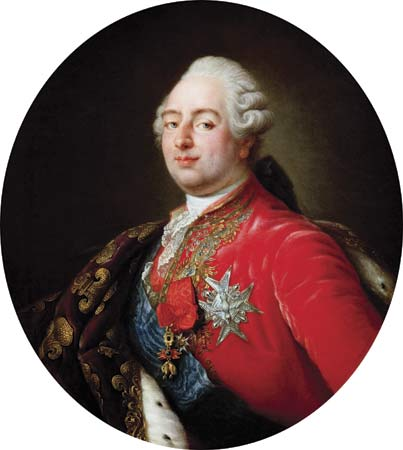
Ludwik XVI

Wydarzenia polityczne w 1792 roku.

## Wydarzenia
- Król Francji Ludwik XVI Burbon został zdetronizowany i uwięziony[1].
- 29 maja koniec obrad Sejmu Czteroletniego[2].